# Woskan Kalpakian
Woskan (imię świeckie Dżirajr Kalpakian, ur. 12 października 1942 w Bejrucie) – duchowny Apostolskiego Kościoła Ormiańskiego, od 2010 biskup pomocniczy Eczmiadzyna.

## Życiorys
Święcenia kapłańskie przyjął 10 stycznia 1965. Sakrę biskupią otrzymał 14 lutego 1982. W latach 1994–2010 pełnił urząd biskupa Grecji, od 2010 pełni posługę w duchowej stolicy Kościoła ormiańskiego.